# Zdeňka Gregorová
Zdeňka Gregorová (14. srpna 1952 Boskovice – 22. listopadu 2018) byla česká právnička a vysokoškolská učitelka, v letech 1994 až 1995 děkanka Právnické fakulty Masarykovy univerzity (PrF MU).
V rámci své profesní i učitelské činnosti se zaměřovala na pracovní právo. Během své kariéry působila jako vedoucí Katedry pracovního práva a sociálního zabezpečení PrF MU. V roce 1994 se stala děkankou PrF MU, kdy nahradila Jiřího Kroupu. Ve funkci nicméně skončila již v roce 1995, kdy ji nahradil Josef Bejček. Působila také jako prorektorka Masarykovy univerzity. V říjnu 2004 jí byla udělena Zlatá medaile Masarykovy univerzity. Zemřela v listopadu 2018 ve věku 66 let.